# Kennedy River
Der Kennedy River ist ein Fluss in der Region Far North Queensland auf der Kap-York-Halbinsel im Norden des australischen Bundesstaates Queensland.

## Geografie

### Flusslauf
Der Fluss entspringt in den Atherton Tablelands, einem Teil der Great Dividing Range, rund 150 Kilometer westlich von Cooktown und etwa 20 Kilometer südöstlich der King Vale Outstation. Er fließt nach Nord-Nordost und unterquert die Peninsula Developmental Road ungefähr 15 Kilometer nordwestlich von Fairview. Anschließend tritt in den Lakefield-Nationalpark ein. Acht Kilometer östlich der Siedlung Lakefield mündet er in den Normanby River.

### Nebenflüsse mit Mündungshöhen
Der Kennedy River hat folgende Nebenflüsse:
- Yambo Creek – 172 m
- Gorge Creek – 164 m
- Jedda Creek – 135 m
- Emu Creek – 128 m
- St. George River – 125 m
- Dawson Gully Creek – 102 m
- Christmas Creek – 93 m
- Carters Grave Creek – 91 m
- Cabbage Tree Creek – 86 m
- Black Dog Creek – 73 m
- Lakes Creek – 71 m
- Rocky Creek – 47 m
- Catfish Creek – 43 m